# Cool math games
Cool Math Games (også kendt som Coolmath Games) er en online webportal, der er vært for HTML- og Flash-webbrowserspil rettet mod børn og unge. Cool Math Games drives af Coolmath LLC og gik online i 1997 med sloganet "Where logic & thinking meets fun & games" (Hvor logik og tænkning, møder sjov og spil). Webstedet opretholder en politik om, at det kun vil være vært for spil, som operatørerne mener er ikke-voldelige og lærerige og er indgået i et samarbejde med coolmath.com og coolmath4kids.com.
I november 2019 opførte Popular Mechanics, Cool Math Games som et af sine "50 vigtigste websteder" siden internettet blev oprettet.

## Historie

### Nedlukningsløgn
Rygter begyndte at sprede sig i sommeren 2019 om, at Cool Math Games skulle lukkes ned i 2020 på grund af ophøret af Adobe Flash Player i december 2020. I lyset af disse rygter blev der oprettet en underskriftsindsamling på hjemmesiden Change.org om at forhindre nedlukningen af Cool Math Games. Underskriftsindsamlingen fik over 100.000 underskrifter. Cool Math Games bekræftede imidlertid, at de ikke ville lukke ned og fokuserede på at få nye HTML5-spil og konvertere gamle Flash-spil til HTML5.

### COVID-19-pandemiens indflydelse
Under COVID-19-pandemien er Cool Math Games popularitet steget drastisk og bliver spillet af elever, mens de har været hjemsendt og skulle undervises virtuelt.

### Modtagelse
Coolmath Games har fået en generelt positiv modtagelse. The Daily Dot kaldte webstedets bibliotek af indhold ”imponerende” i en sammenfatning af de bedste spil på sitet.